# 悲しい歌
「悲しい歌」（かなしいうた）は、1995年10月21日にリリースされたピチカート・ファイヴ通算9枚目のシングル。

## 解説
アルバム『ロマンティーク96』（1995年9月30日）からのリカット。
前奏のカウントがカット、後奏がフェードアウトで終わるシングル・ヴァージョン。
テレビ朝日系『走れ!GET』エンディング・テーマ。
翌年のシングル「ベイビィ・ポータブル・ロック」に、ストリングス・ヴァージョンにアレンジされた「悲しい歌 featuring readymade string quartet」が収録。

## 収録曲
1. 悲しい歌triste
  - 詞／曲：小西康陽
  - テレビ朝日系『走れ!GET』エンディング・テーマ
2. 世界でいちばんファンキーなバンドwelcome to the circus
  - 詞／曲：小西康陽
  - 日本リーバ『Lux ヘアフレグランス』CMソング
3. 悲しい歌triste (instrumental)
  - 曲：小西康陽

## 収録アルバム
- アルバム『ロマンティーク96』（1995年9月30日）
- ベスト・アルバム『ピチカート・ファイヴJPN〜Big Hits and Jet Lags 1994-1997』（1997年12月10日）
- ベスト・アルバム『シングルス』（2001年6月21日）
- ベスト・アルバム『ピチカート・ファイヴ・アイ・ラヴ・ユー』（2006年3月31日）　-　featuring readymade string quartet

## カヴァー
- 和田アキ子
アルバム『DYNAMITE-A-GO-GO!!!』（1998年）、
トリビュート・アルバム『戦争に反対する唯一の手段は。-ピチカート・ファイヴのうたとことば-』（2002年）、
アルバム『フリー・ソウル和田アキ子』（2004年）、
アルバム『リズム&ブルースの女王』（2006年）に収録。
- 野宮真貴
セルフカヴァー・アルバム『30 〜Greatest Self Covers & More!!!〜』（2012年）に収録。